# بارانگوا

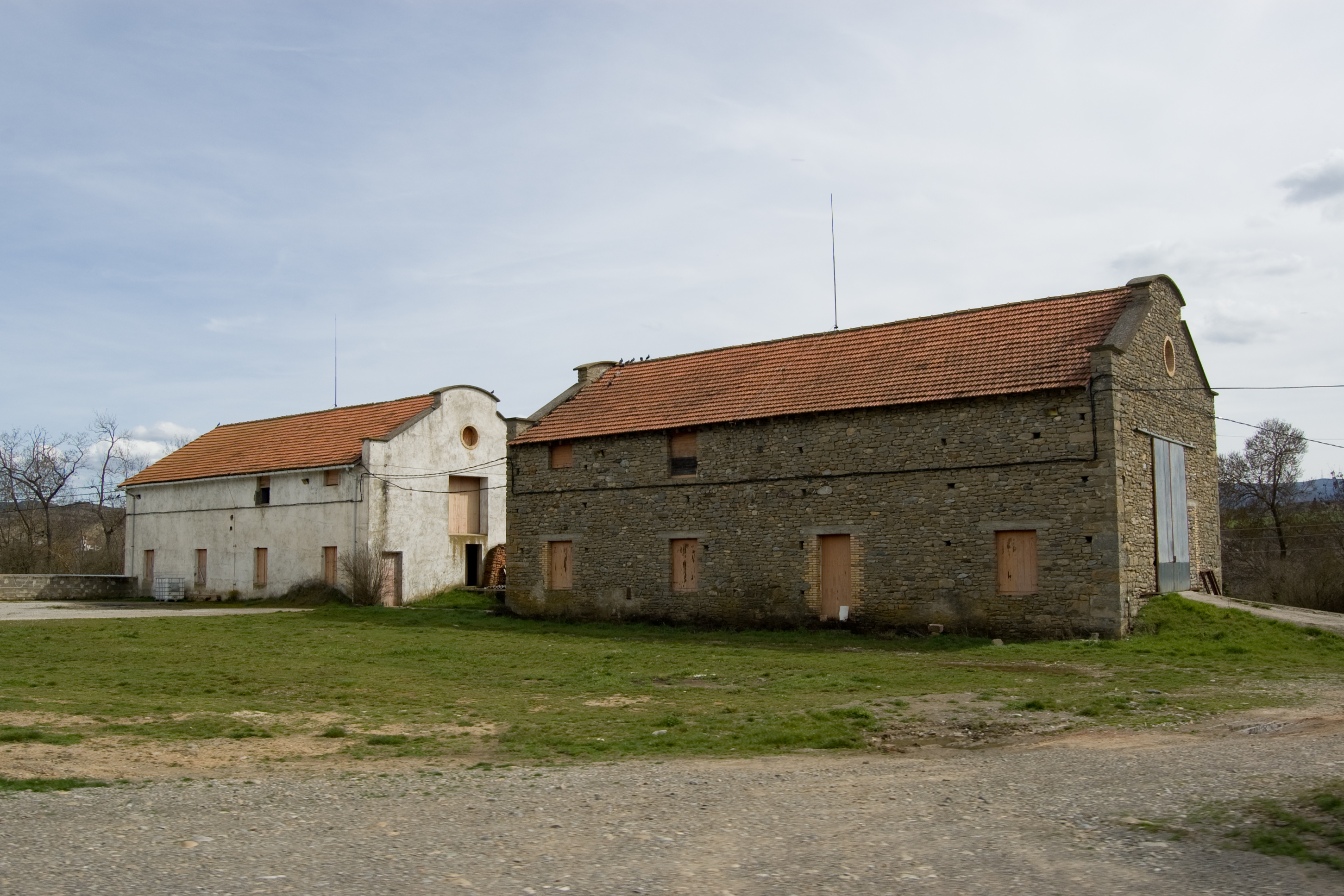

بارانگوا (به اسپانیایی: Baranguá) یک منطقهٔ مسکونی در اسپانیا است که در استان اوئسکا واقع شده‌است. بارانگوا ۳ نفر جمعیت دارد.